# Silveira Martins
San José es un  municipio de Río Grande del Sur, Brasil. Se encuentra ubicado en la ribera del río Cara-Paraná. Su población estimada es de 2.384 habitantes.